# فيليب كوربن
فيليب كوربن (بالإنجليزية: Philip Corbin)‏ هو لاعب شطرنج باربادوسي، ولد في 1957.

## وصلات خارجية
- فيليب كوربن على موقع الاتحاد الدولي للشطرنج (الإنجليزية)
- فيليب كوربن على موقع مباريات الشطرنج (الإنجليزية)
- فيليب كوربن على موقع 365Chess.com (الإنجليزية)
- فيليب كوربن على موقع Chesstempo.com (الإنجليزية)
- فيليب كوربن سجل أولمبياد الشطرنج على موقع OlimpBase.org (الإنجليزية)